# Bistum Ciudad Altamirano
Das Bistum Ciudad Altamirano (lat.: Dioecesis Civitatis Altamirensis, span.: Diócesis de Ciudad Altamirano) ist eine in Mexiko gelegene römisch-katholische Diözese mit Sitz in Ciudad Altamirano.

## Geschichte
Das Bistum Ciudad Altamirano wurde am 27. Oktober 1964 durch Papst Paul VI. mit der Apostolischen Konstitution Populo Dei aus Gebietsabtretungen der Bistümer Acapulco, Chilapa, Tacámbaro und Toluca errichtet.
Am 11. Oktober 1985 gab das Bistum Ciudad Altamirano Teile seines Territoriums zur Gründung des mit der Apostolischen Konstitution Cum probe errichteten Bistums Ciudad Lázaro Cárdenas ab.
Das Bistum Ciudad Altamirano ist dem Erzbistum Acapulco als Suffraganbistum unterstellt.

## Bischöfe von Ciudad Altamirano
- Juan Navarro Ramírez, 1965–1970
- Manuel Samaniego Barriga, 1971–1979, dann Bischof von Cuautitlán
- José Lizares Estrada, 1980–1987
- José Raúl Vera López OP, 1987–1995, dann Koadjutorbischof von San Cristóbal de Las Casas
- Carlos Garfias Merlos, 1996–2003, dann Bischof von Nezahualcóyotl
- José Miguel Ángel Giles Vázquez, 2004–2005
- Maximino Martínez Miranda, 2006–2017, dann Weihbischof in Toluca

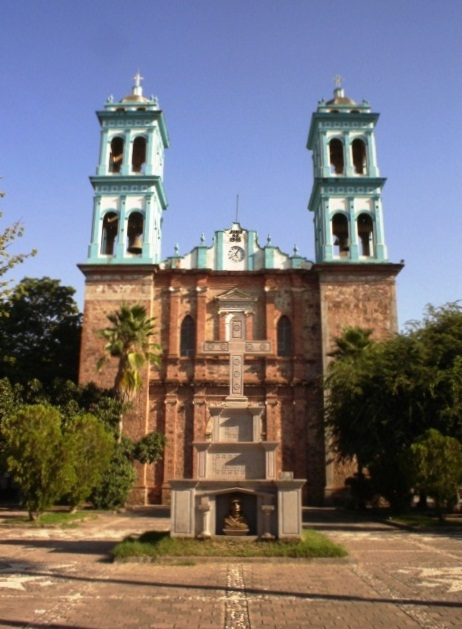
Kathedrale San Juan Bautista in Ciudad Altamirano

- Joel Ocampo Gorostieta, seit 2019